# Cente
Cente (románul Țentea) település Romániában, Beszterce-Naszód megyében.

## Fekvése
Besztercétől 45 km-re délnyugatra, Bethlentől 25 km-re délre, Nagydevecser, Aranyosszentmiklós, Kékes és Dellőapáti közt fekvő település.

## Története
1219-ben Scente néven említik először a források.
1603-ban Giorgio Basta katonái felégették a falut, a lakosságot pedig lemészárolták, csak 5 fő élte túl a pusztítást. Ezt követően románok települtek be a faluba, az elpusztult lakosság pótlására.
Cente a trianoni békeszerződésig Szolnok-Doboka vármegye Kékesi járásához tartozott.

## Lakossága
1910-ben 464 lakosából 440 román, 13 magyar és 11 cigány volt.
2002-ben 189 román nemzetiségű lakosa volt.